# 阿布哈兹阿沙

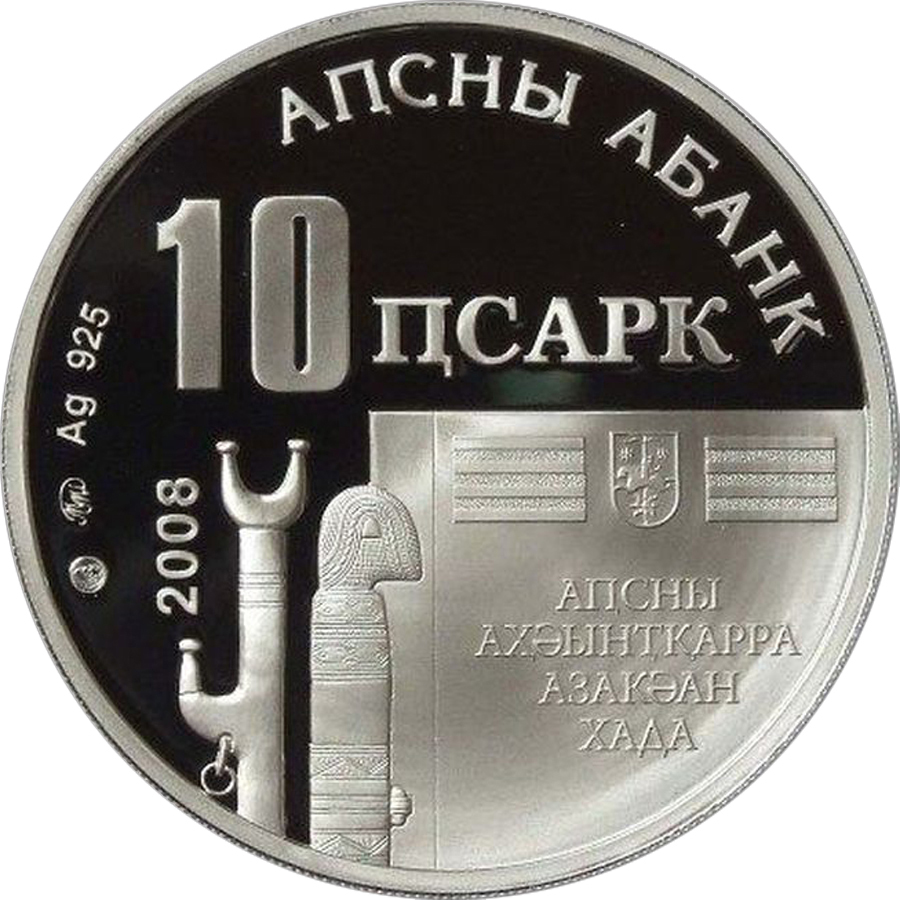

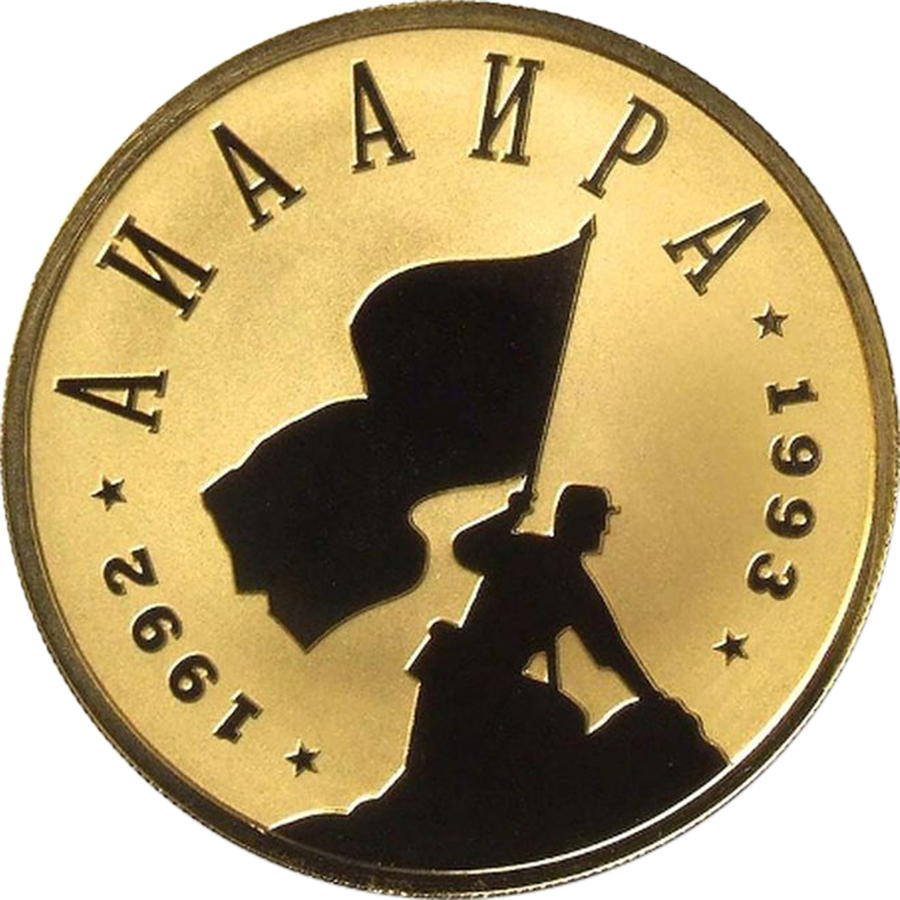

阿沙（āpsār）是阿布哈兹共和国的一种货币。从2008年开始发行，1、2、10、20、25、50和100阿沙面额的硬币陆续发行，他们虽是阿布哈兹共和国的法定货币，但其使用非常有限，主要被用来收藏，俄罗斯卢布才是该国日常所用的货币。2018年9月29日，阿布哈兹国家银行发行一枚面额为500阿沙的纪念钞，为该国的第一版纸币。
“阿沙”一名源自《格鲁吉亚编年史》中提到的“Apsars”部落，该部落被认为是阿布哈兹人的祖先。